# Collégiale Saint-Michel de Blainville-Crevon
La collégiale Saint-Michel de Blainville-Crevon est une ancienne collégiale située à Blainville-Crevon, elle est aujourd’hui l’église paroissiale de la commune. Elle a été fondée par Jean d’Estouteville, seigneur de Torcy et de Blainville, conseiller de Charles VII, chevalier de l’Ordre de Saint-Michel, maître-arbalétrier sous Louis XI et lieutenant-général entre la Seine et la Somme sous Charles VIII.
L’église fait l’objet d’un classement au titre des monuments historiques depuis le 20 avril 1927.

## Histoire
Jean d’Estouteville, seigneur de Blainville, fonde par acte le 5 janvier 1489 la collégiale. Dédiée à la Trinité et à saint Michel, elle est construite de 1489 à 1491. La collégiale est dédicacée par l’archevêque Robert de Croixmare. Elle réunit un collège composé d'un trésorier, un chantre et six chanoines qui prient pour Jean d'Estouteville, son épouse Françoise de La Rochefoucauld et les rois sous lesquels il sert. Son patronage relevait du seigneur de Blainville.
En 1783, le service paroissial y est transféré par décision de Dominique de La Rochefoucauld, archevêque de Rouen, l’église paroissiale Saint-Germain étant en mauvais état.

## Architecture
La collégiale est de style gothique flamboyant. La courte période de construction permet d’avoir un bâtiment très homogène. Les matériaux employés sont la pierre pour les sculptures, les murs sont composés de grès et de silex en damier. Sa flèche polygonale est une réalisation faite en plomb.
L’intérieur est agrémenté de stalles en bois et de vitraux du XVe siècle et d’une copie de la Cène de Poussin. Des statues de saint Jean-Baptiste et saint Pierre en pierre datent du XVe siècle, tout comme celle de saint Adrien dans la chapelle Saint-Michel, qui aux dires de certains, pourrait reprendre le visage de Jean d’Estouteville.

## Galerie

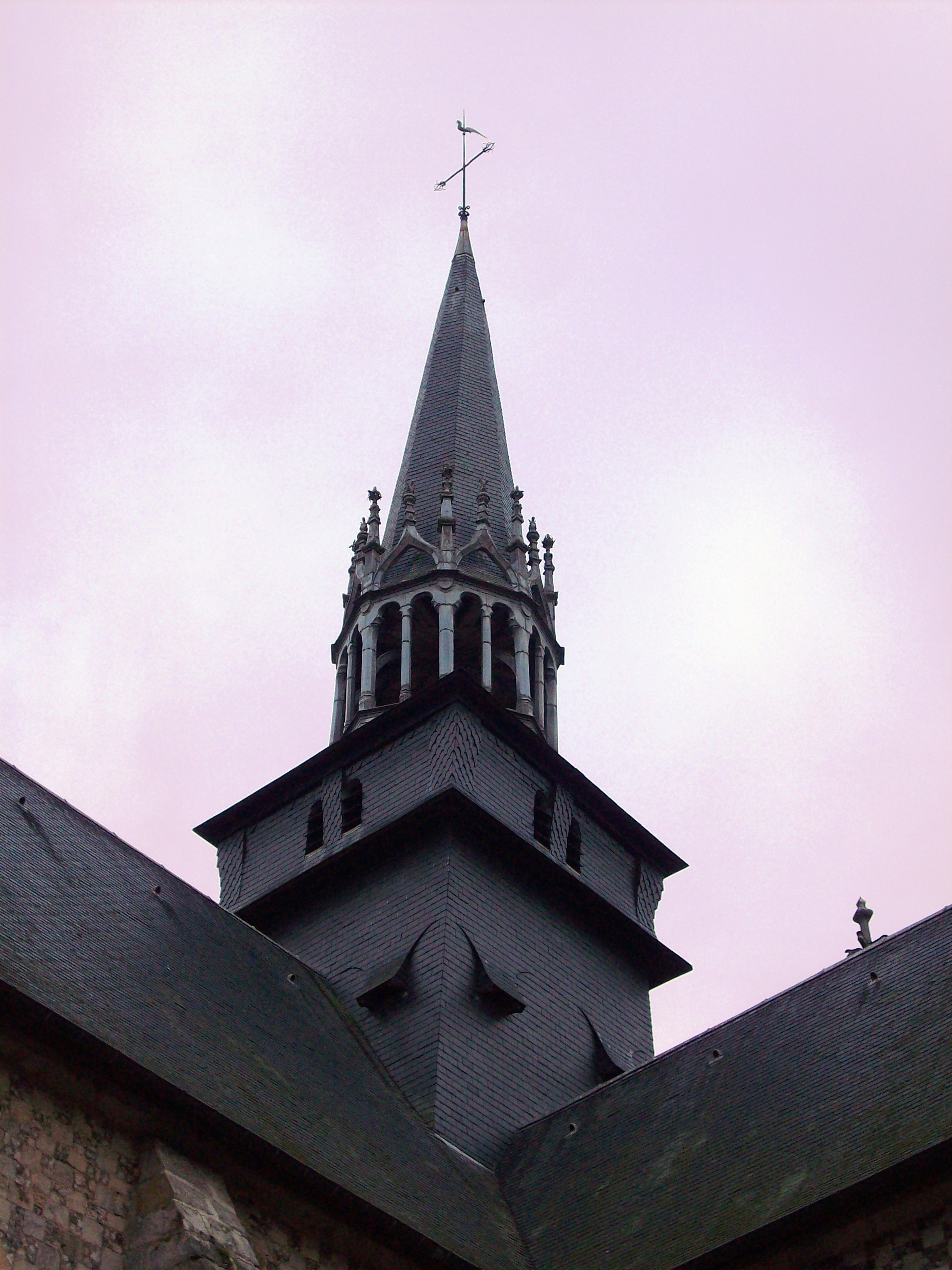
La flèche.
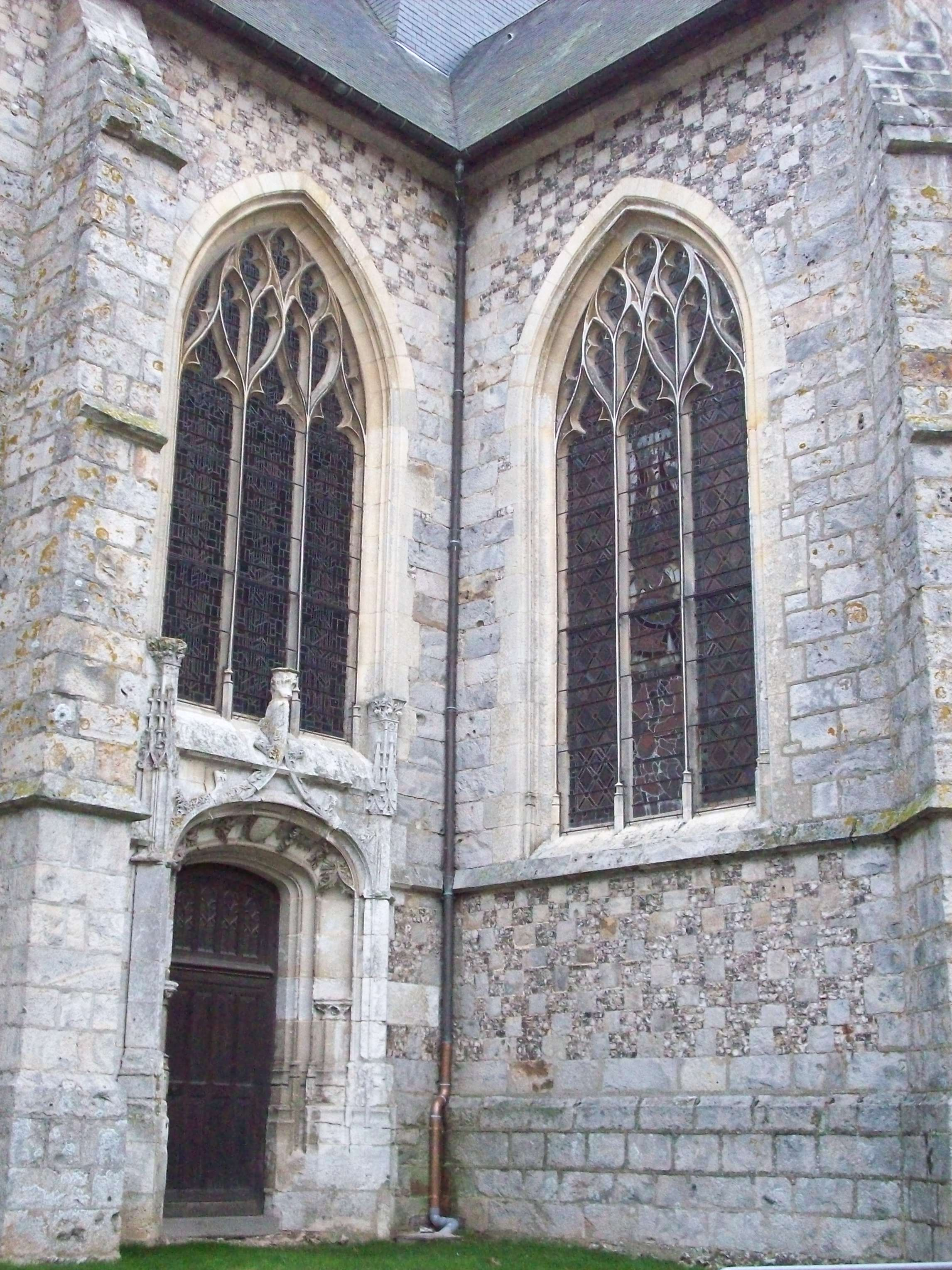
Porte sud.
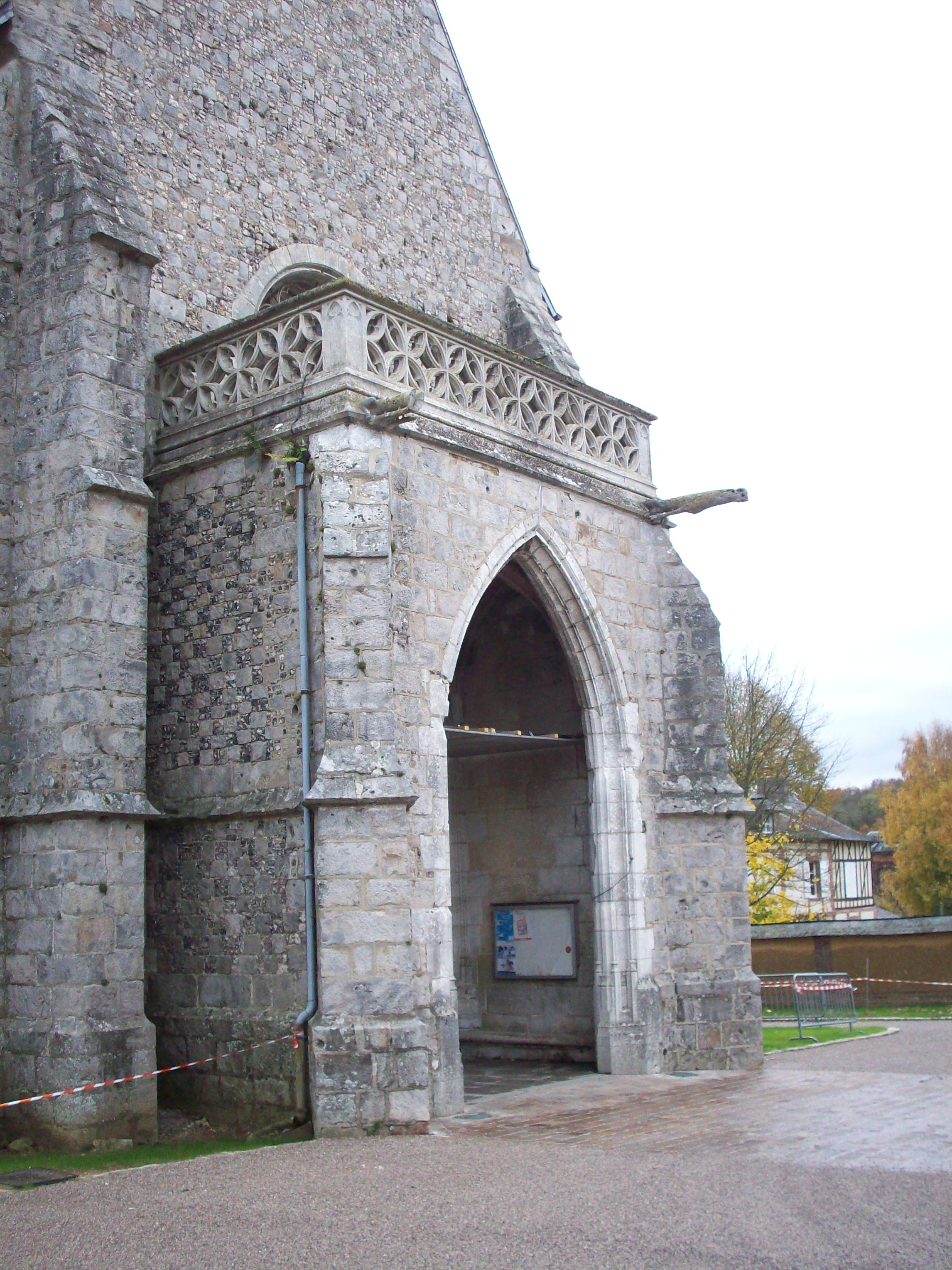
Porche d'entrée.
Vue sud-est.

### Sources
- Esther Baumann (dir.), Sabine Bledniak, Clotilde Brégeau et al., Le patrimoine des communes de la Seine-Maritime, tome 1, Charenton-le-Pont, Flohic Editions, coll. « Le patrimoine des communes de France », 1997, 1389 p. (ISBN 2-84234-017-5)
- Notice no IA00019978, sur la plateforme ouverte du patrimoine, base Mérimée, ministère français de la Culture